# 야마토주쿠
야마토주쿠(일본어: 大和塾)는 일제강점기 말기에 일본 제국이 1941년 1월, 사상범의 보호관찰, 집단적 수용, 나아가 조선인의 황민화를 실현하기 위해 전향자를 중심으로 구성한 단체이다. 1940년 11월에 시행된 조선사상범예비구금령(朝鮮思想犯豫備拘禁令)이 전신이다.

## 배경
1936년부터 시행된 조선사상범보호관찰령은 독립 운동을 꾀하는 사상범들을 체계적으로 감시하고 전향 공작을 펼 수 있도록 만들어진 법령이다. 일제는 이때 경성부를 비롯한 전국의 대도시에 보호관찰소를 설치하여 비전향 사상범들을 수용했다.

## 설립과 활동
야마토주쿠는 이러한 압력을 통해 전향한 사상범들을 조직적으로 관리하던 시국대응전선사상보국연맹이라는 전향자 단체를 1941년 1월 전면 개편하여 새로 탄생시킨 단체이다. 일제는 사상범들을 수용시켜 감시하고 지속적으로 교양하면서, 내선일체와 천황에 대한 충성 등 일제의 논리를 홍보하고 전파하는 데 동원했다.
야마토주쿠에는 황도정신의 수련을 위한 도장과 일본어 강습을 위한 교육 기관, 호전적인 미술 작품을 제작하는 미술제작소 등이 부설로 운영되었고, 전시의 물자 공급에 기여하기 위한 생산 시설도 설치되었다. 전향자들을 동원한 강연회와 좌담회, 군가 부르기 행사 등을 통해 사상 교화를 통한 전쟁 지원 분위기 조성에 이용했으며, 전향하지 않은 사상범 등 일부는 감금되기도 했다.
친일 사회주의 단체였던 이 단체에 가입되어 있다는 건 오히려 친일파라기 보다는 그 이전까지 독립운동가, 민족주의자, 사회주의자 등의 반일 인사들이 많았는데, 야마토주쿠의 요시찰인물 7600여명 중에서 일제가 판단하기에 전향자는 1280명 정도로 추정하고 있다.

## 같이 보기
- 리승엽
- 조일명
- 인정식

## 참고 자료
- 한홍구 (2001년 10월 10일). “한홍구의 역사이야기 -‘박멸의 기억’을 벗어던지자”. 《한겨레21》 (제379호).

1. ↑  우리 국민을 일본 천황의 충실한 백성으로 만들려는 정책